# Josef Lindemann (Maler)
Josef Lindemann (* 23. April 1880 in Kalk, Landkreis Köln; † 6. Juni 1962) war ein deutscher Figuren-, Landschafts- und Stilllebenmaler der Düsseldorfer Schule.

## Leben
Lindemann studierte Malerei an der Kunstakademie Düsseldorf und an der Württembergischen Staatlichen Kunstgewerbeschule Stuttgart. 1907/1908 gehörte er mit Walter Ophey, Josef Kohlschein d. J., Carl Plückebaum, Carl Schmitz-Pleis, Josef Hansen, Ernst Paul (1877–1947), Albert Reibmayr, Medardus Kruchen, Heinz May und Hubert Ritzenhofen zu den Gründern der Künstlergruppe Niederrhein. Er ließ sich im Gereonshaus in Köln nieder.